# Ця чоловіча дружба
«Ця чоловіча дружба» («Prietenie între barbati») — радянський художній фільм 1982 року, знятий режисером Василем Паскару на кіностудії «Молдова-фільм».

## Сюжет
Старі друзі, колишні фронтовики, раптом посварилися: начальник будівництва килимового комбінату Петро Сорбу цілком щиро вважає, що спочатку треба будувати комбінат, а містечко для працівників — справа друга; архітектор Антон Греку так само щиро не розуміє, як люди виконуватимуть план, якщо їм нема де жити, і зрештою відстоює пріоритетне будівництво містечка.

## У ролях
- Міхай Волонтир — Антон Греку
- Петро Баракчі — Петро Сорбу
- Микола Герля — Григорій
- Ольга Платошина — Родіка
- Віталіє Русу — Гайтан
- Домніка Дарієнко — міністр
- Євгенія Тудорашку — Клавдія
- Васіле Тебирце — Ісідор
- Віктор Ігнат — Мітя
- Ніна Доні — Марія Греку
- Євгенія Ботнару — Іляна Сорбу
- Ася Скорпан — Ліда
- В. Аракелу — епізод
- Михайло Бадікяну — епізод
- Лідія Валянська — епізод
- М. Гончар — епізод
- Емілія Ілку — епізод
- Олена Мороз — епізод
- С. Липко — епізод
- Віктор Чутак — епізод
- Кароліна Тирговецька — епізод

## Знімальна група
- Режисер — Василь Паскару
- Сценаристи — Ємиліан Буков, Лариса Солоніцина
- Оператор — Влад Чуря
- Композитор — Василь Загорський
- Художник — Микола Апостоліді